# ウィーン地方鉄道100形電車
100形は、オーストリアの交通事業者であるウィーン地方鉄道が所有する電車。同鉄道が運営するヴィーン - バーデン地方線で使用され、TW100形という形式名で呼ばれる場合もある。

## 概要
1950年代以降モータリーゼーションの影響による利用客の減少という事態に見舞われたウィーン地方鉄道のヴィーン - バーデン地方線は、沿線の開発に加え新規の駅の開設、ウィーン市電への直通運転の強化といった施策が功を奏し、1970年代に入ると利用客数が回復傾向を示し始めた。それを受けた更なる駅の増設や最高速度の引き上げと共に、今後へ向けた施策の一環として導入されたのが100形である。
100形はドイツのデュッセルドルフの鉄道車両メーカーであったデュワグが開発したマンハイム形と呼ばれる車種の1つで、製造は同社とライセンス契約を結んだオーストリアのシメリンク・グラーツ・パウカー（SGP）が実施した。このマンハイム形は従来デュワグが製造していた路面電車車両（デュワグカー）から窓の大型化を始めとした改良が加えられているのが特徴で、制御装置は電磁開閉器を用いた抵抗制御方式のものが用いられている。そのうち100形は両運転台・両方向型の3車体連接車として設計されている。

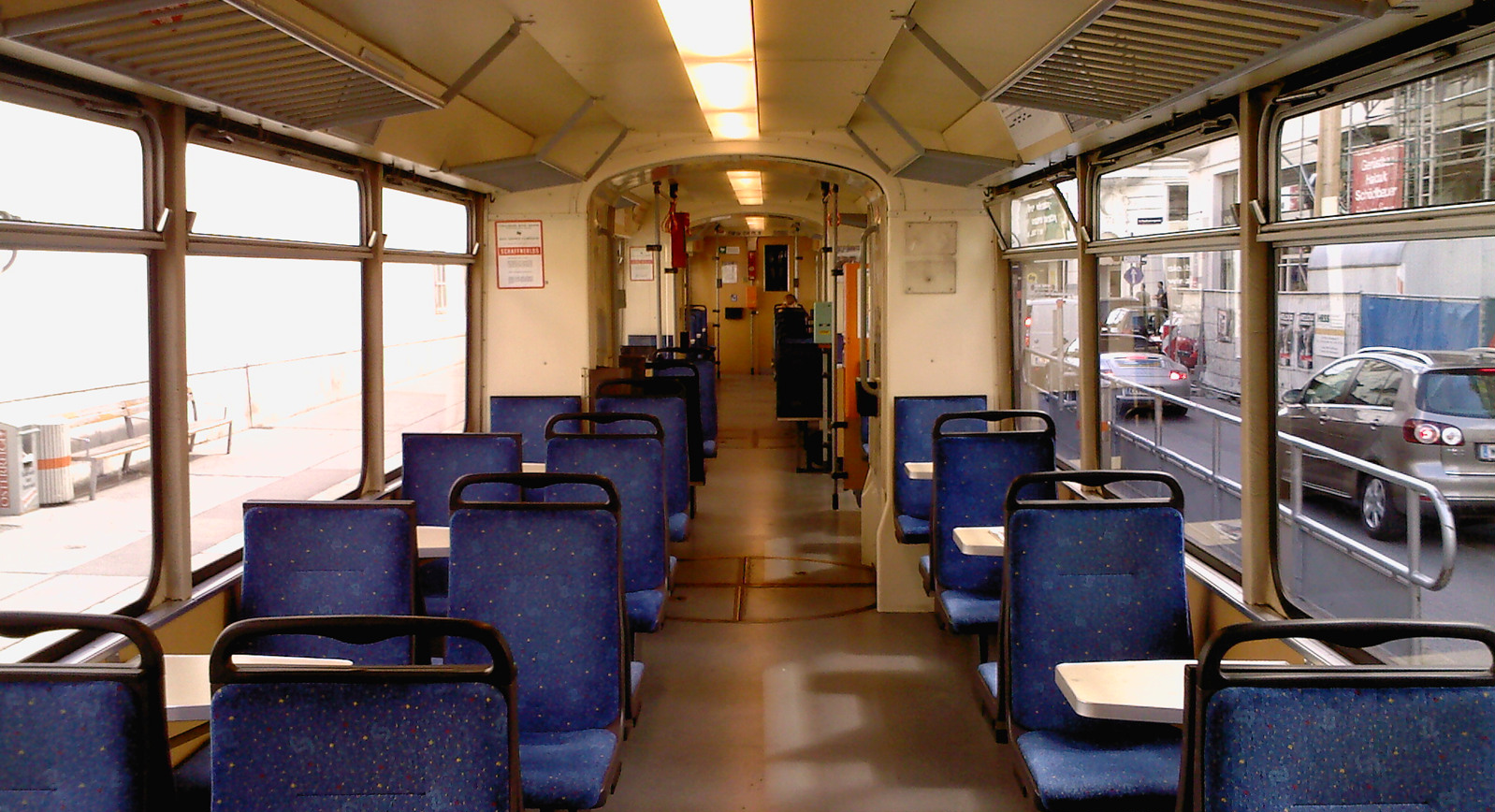
車内
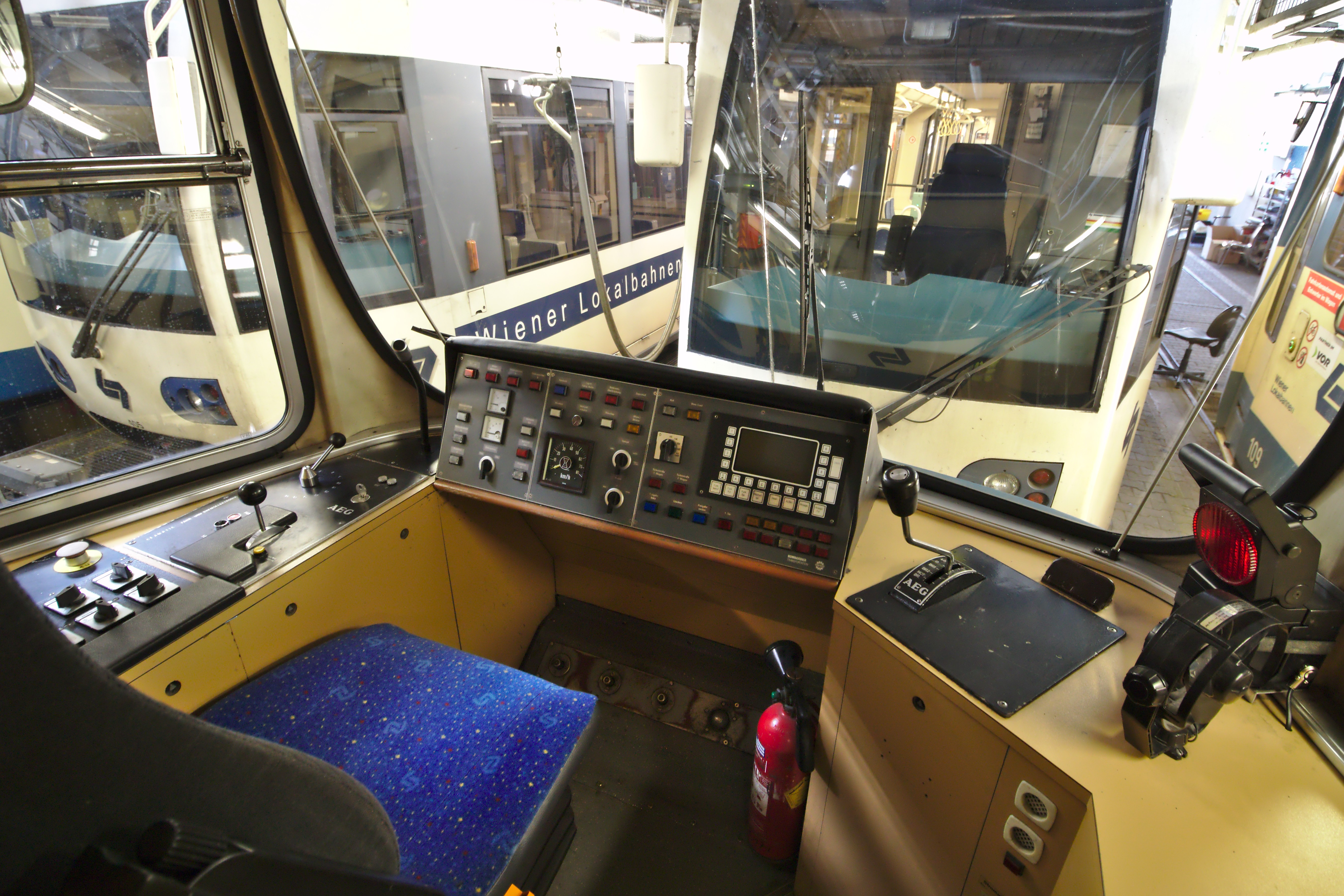
運転台

1979年に最初の車両が営業運転を開始して以降、輸送力増強や旧型車両の置き換えを目的に1993年まで長期に渡る導入が行われ、100形以前に使用されていた車両は同年までに営業運転を退いた。以降も100形はウィーン-バーデン地方線の主要形式として使用されているが、床上高さが高くバリアフリーに適していない構造のため、2015年12月31日以降の営業運転は低床構造を有する400形と連結運転が原則となっている。
合計26両（101 - 126）が製造されたが、2010年に2両（104、107）が廃車されたため2023年の在籍数は24両となっており、うち23両が営業運転に使用されている。ただし後継形式となる500形の導入に伴い同年中に予備車を除いて定期運用から離脱する事になっている。

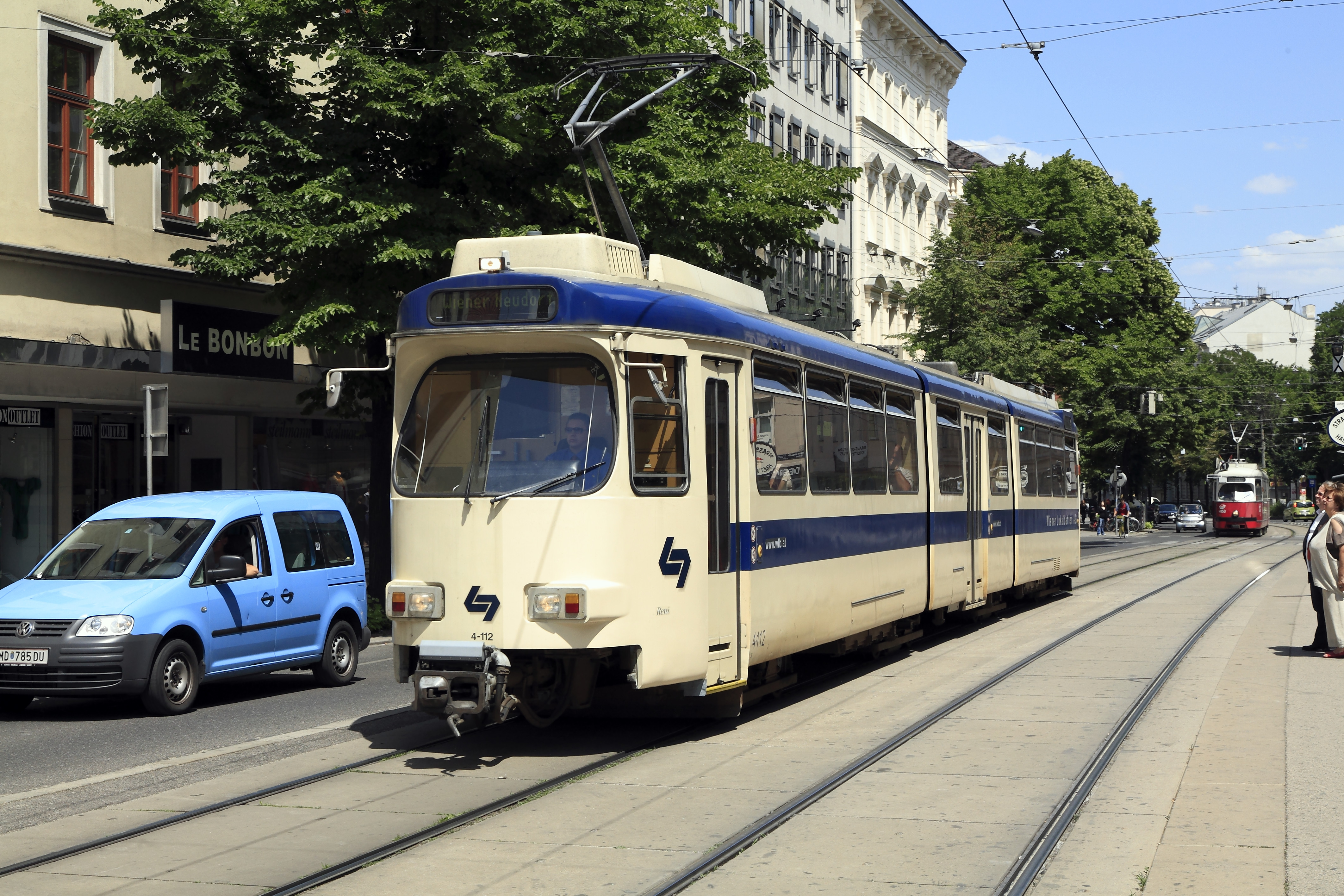
一部車両は400形を模した新塗装へ塗り替えられた（2012年撮影）
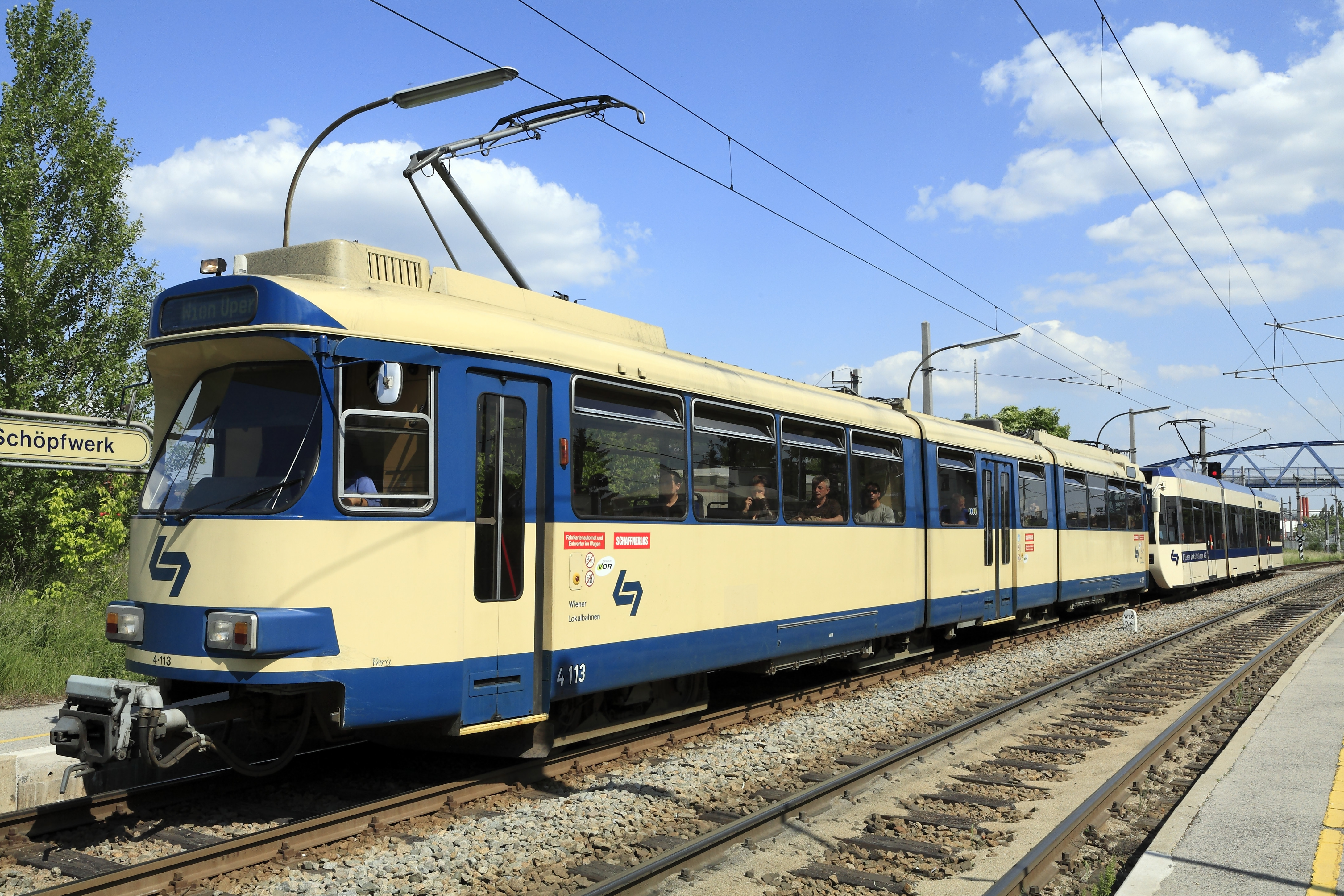
400形と連結運転を行う100形（2012年撮影）
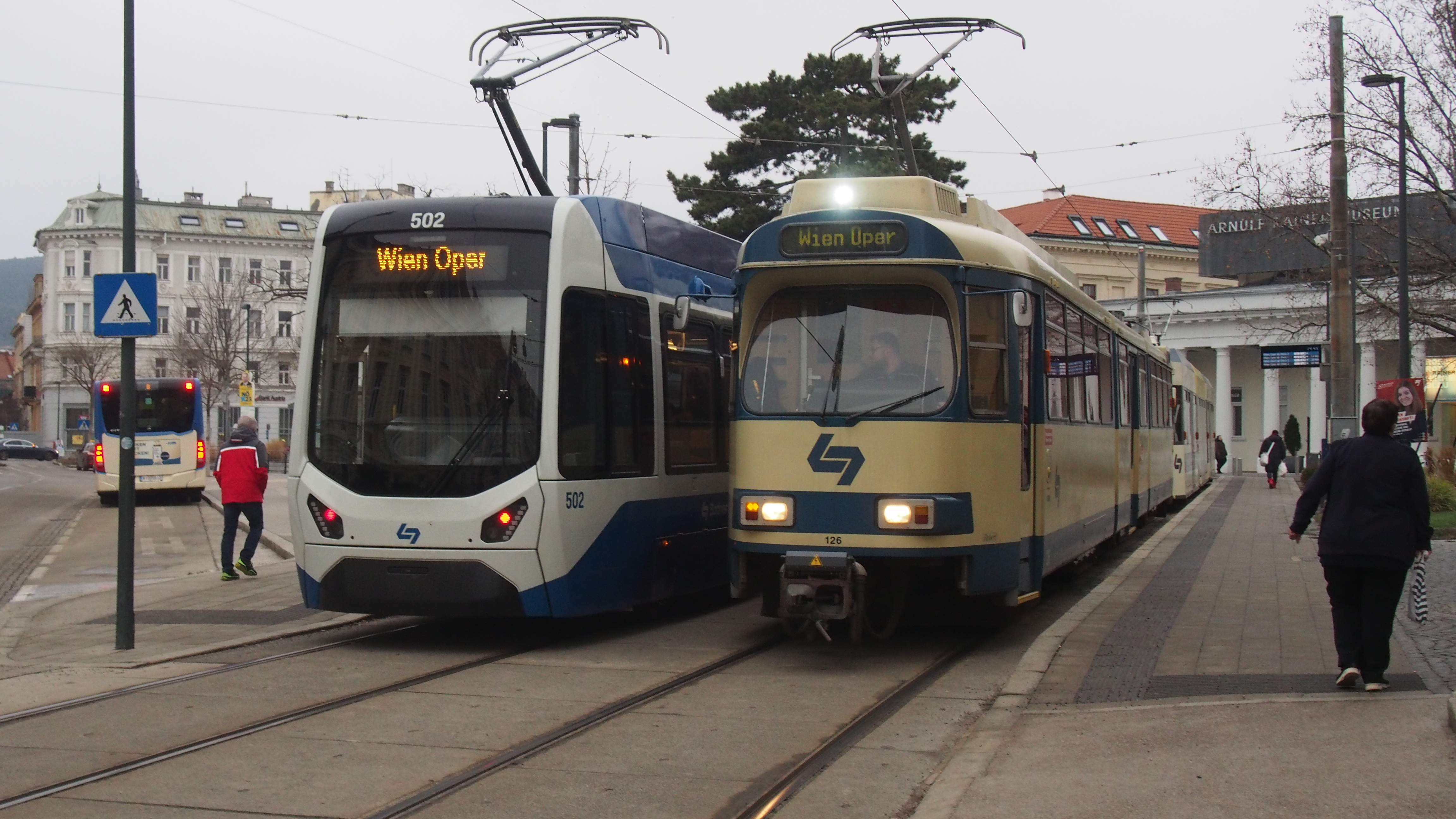
500形（左）によって100形（右）は置き換えられる

## 関連項目

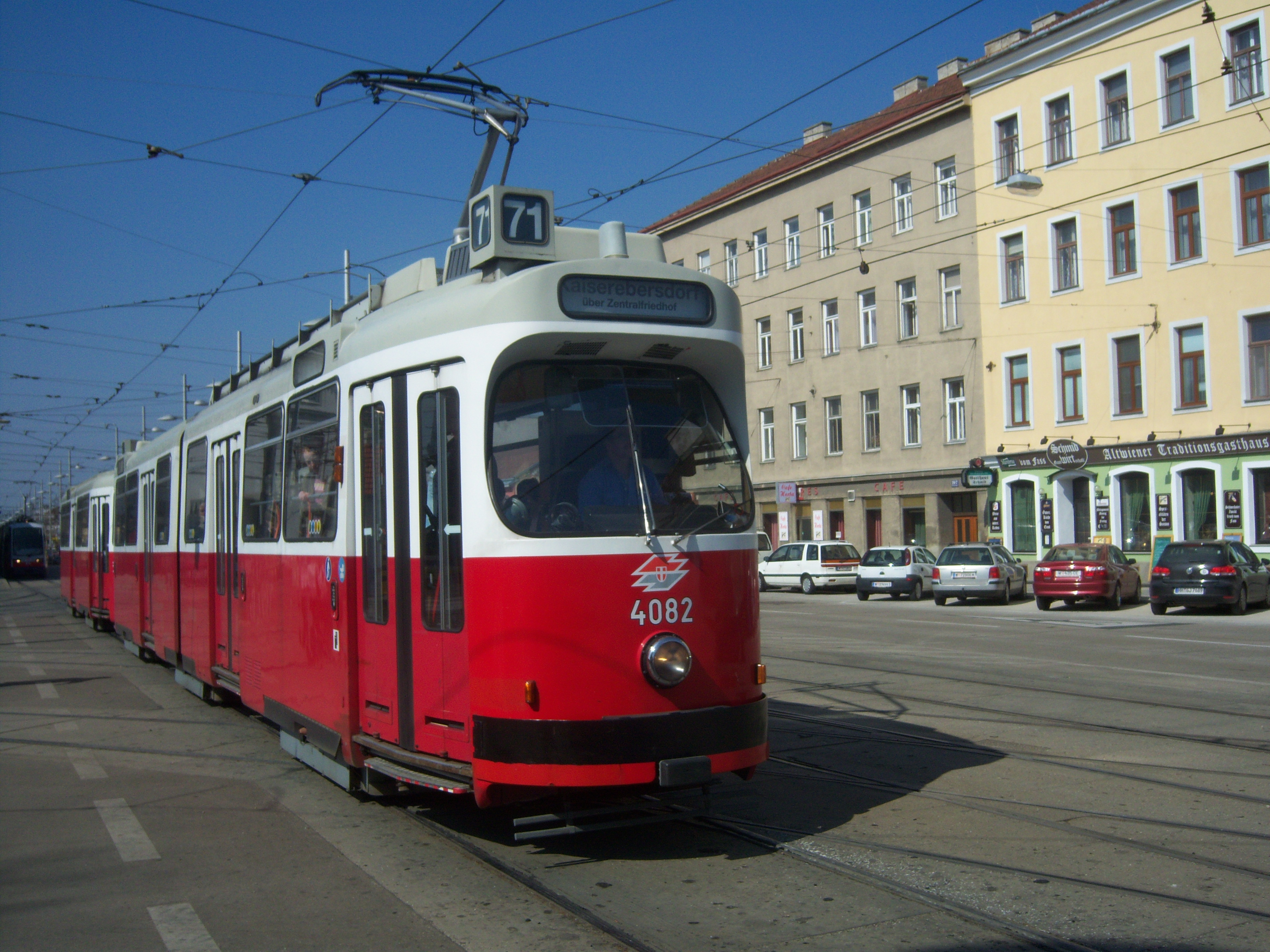
ウィーン市電E2形電車（2009年撮影）
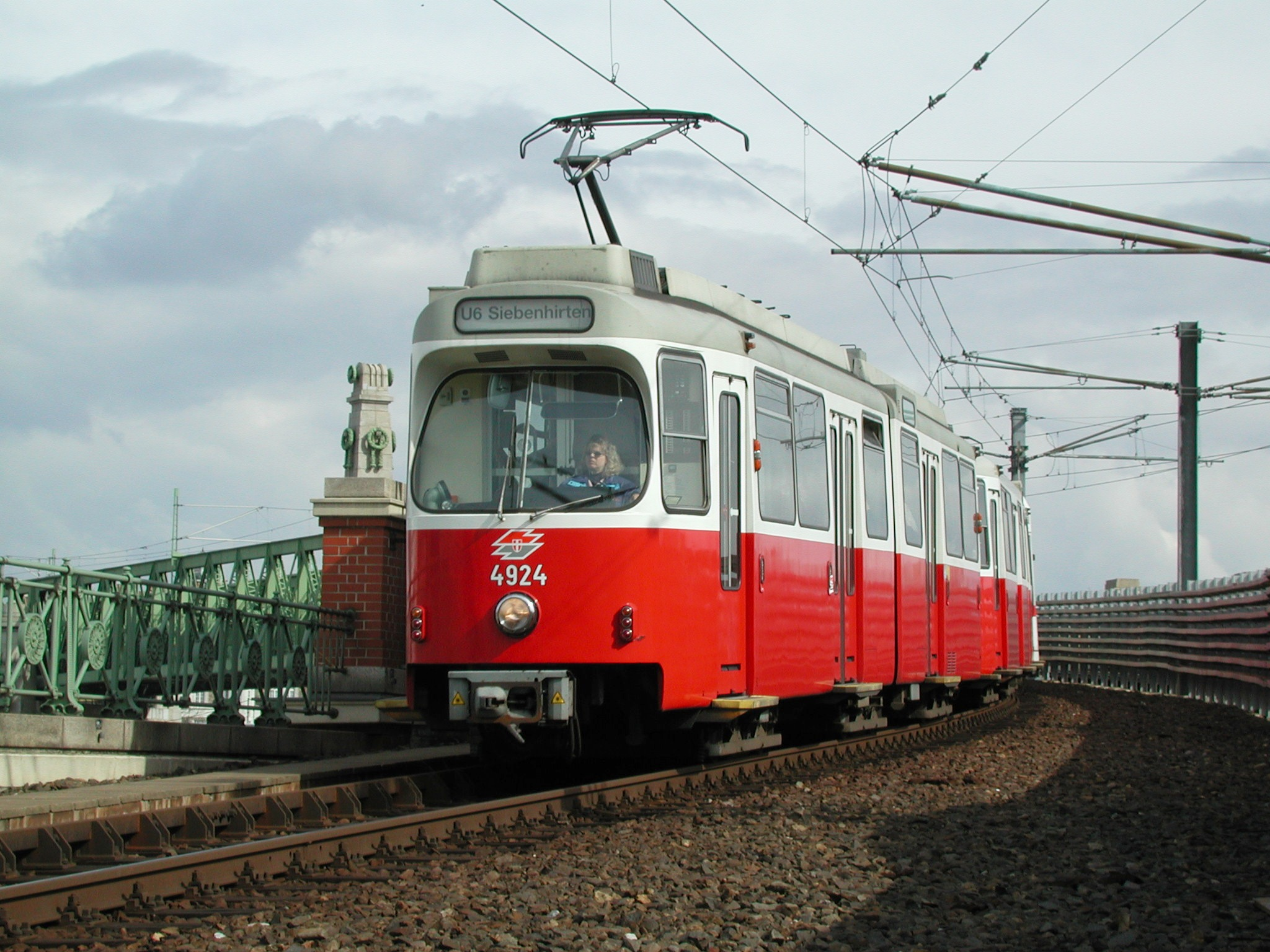
ウィーン地下鉄E6形電車（2001年撮影）